# Siĕm Réab
Siĕm Réab (khm. ក្រុងសៀមរាប, IPA siəm riəp; taj. เสียมราฐ) – drugie co do wielkości miasto w Kambodży, położone w północno-zachodniej części kraju, nad rzeką Siĕm Réab. Stanowi ośrodek administracyjny prowincji Siĕm Réab.
Nazwa miasta oznacza „Klęskę Syjamu”, na pamiątkę zwycięskiej bitwy, którą Khmerzy stoczyli z Syjamczykami (Tajami). W pobliżu Siĕm Réab znajdują się pozostałości dawnej stolicy Imperium Khmerskiego – Angkoru, w tym słynny Angkor Wat.
Siĕm Réab posiada architekturę w stylu francusko-kolonialnym (z czasów Indochin Francuskich) oraz w stylu chińskim w Starej Dzielnicy Francuskiej i wokół Starego Rynku. W mieście i okolicach znajdują się muzea, tradycyjne przedstawienia tańca Apsara, Kambodżańska Wioska Kulturowa, sklepy z pamiątkami i wyrobami rękodzielniczymi, farmy jedwabiu, pola ryżowe na wsi, wioski rybackie oraz rezerwat ptaków w pobliżu jeziora Tonlé Sap. Miasto Siĕm Réab zostało wybrane Miastem Kultury ASEAN na lata 2021–2022 podczas 9. spotkania Ministrów Kultury i Sztuki ASEAN (AMCA) zorganizowanego 22 października 2020 roku.
Obecnie, dzięki bliskości świątyni Angkor Wat – najpopularniejszej atrakcji turystycznej Kambodży – Siĕm Réab posiada liczne hotele, ośrodki wypoczynkowe i restauracje.

## Historia

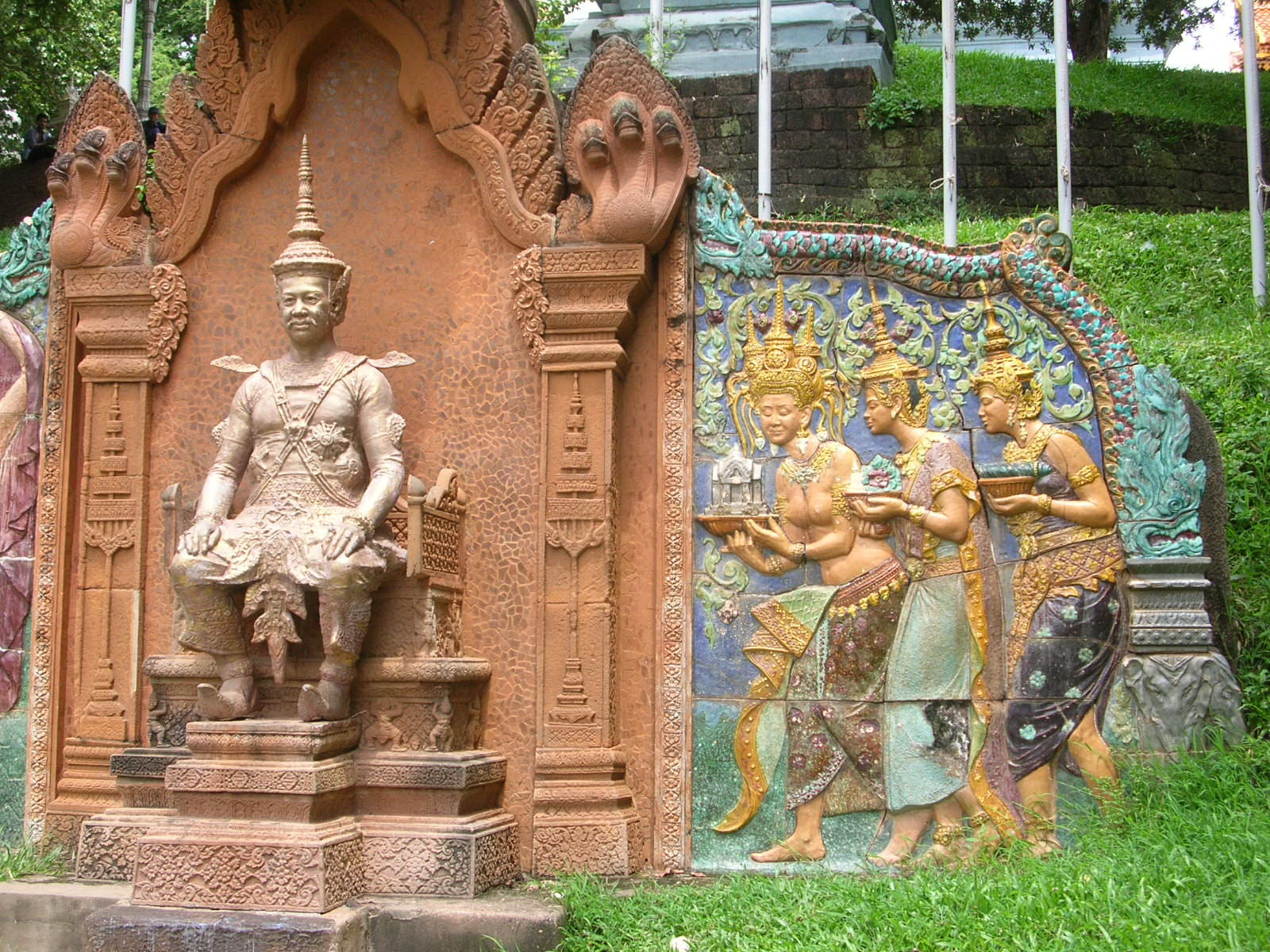
Sisophon, Battambang i Angkor zwrócone królowi Sisowathowi, 1907

Nazwa „Siĕm Réab” może być tłumaczona jako „klęska Syjamu” (siem w języku khmerskim) i jest powszechnie uznawana za odniesienie do epizodu z wielowiekowego konfliktu pomiędzy Syjamem a Królestwem Khmerskim, chociaż prawdopodobnie jest to przekaz apokryficzny. Według tradycji ustnej król Ang Chan (1516–1566) nazwał miasto „Siĕm Réab” po odparciu w 1549 roku armii wysłanej na Kambodżę przez tajskiego króla Maha Chakkraphata.
Badacze, tacy jak Michael Vickery, uważają to wyjaśnienie za współczesną ludową etymologię i podkreślają, że choć nazwy „Siĕm Réab” i „Chenla” (starożytne chińskie określenie Kambodży) mogą być ze sobą powiązane, prawdziwe pochodzenie nazwy pozostaje nieznane.

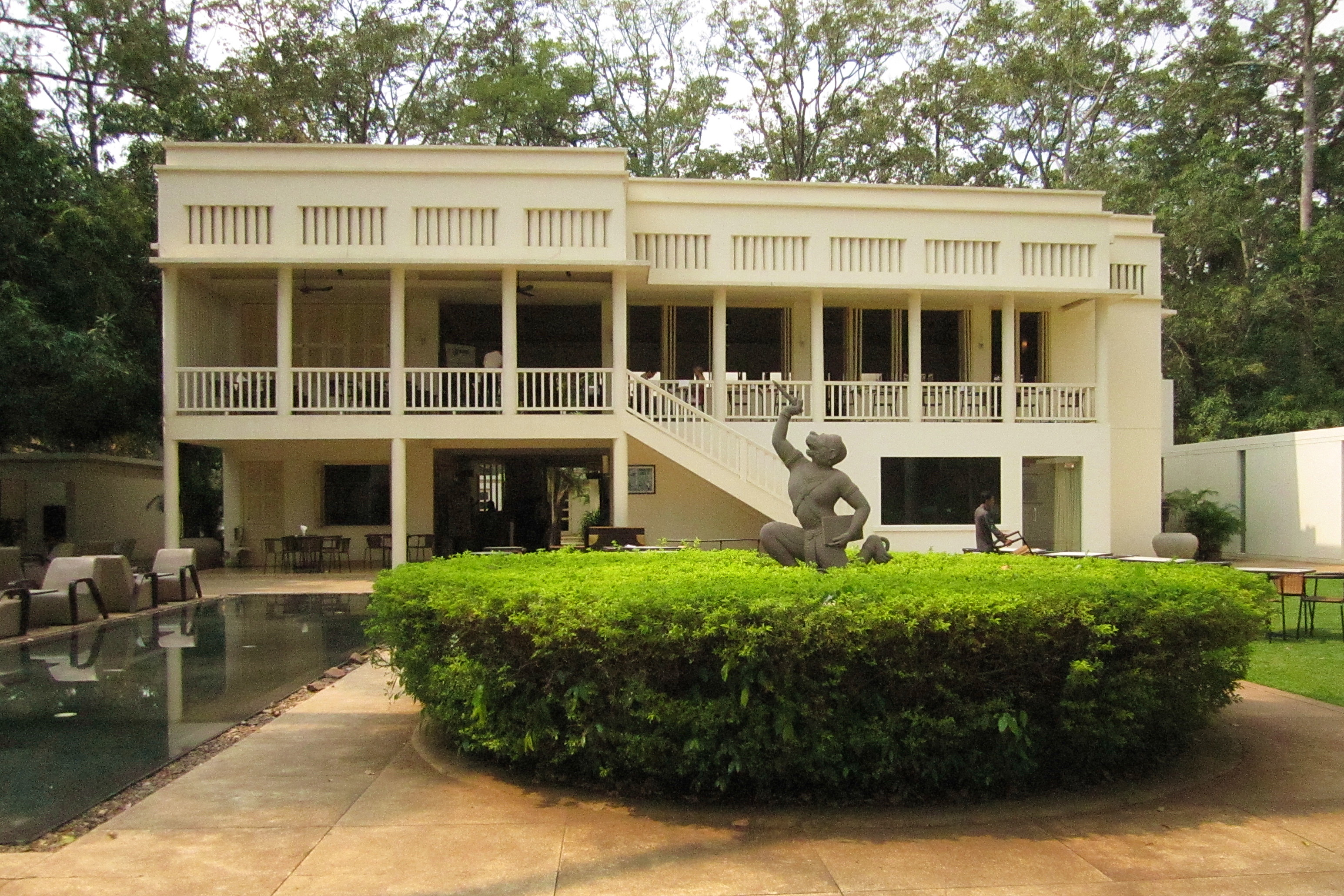
Dawna rezydencja francuskiego gubernatora Siĕm Réab; w 2019 roku przekształcona w hotel FCC Angkor (należący do sieci FCC Phnom Penh)

Tradycyjna opowieść głosi, że król Ang Chan z Kambodży próbował wzmocnić swoją niezależność od Syjamu, który wówczas zmagał się z wewnętrznymi problemami. Syjamski król Chairacha został otruty przez swoją konkubinę Sri Sudachan która dopuściła się zdrady z pospolitym mężczyzną Worawongsathiratem, podczas gdy król prowadził kampanię przeciwko Królestwu Lan Na. Sudachan następnie osadziła swojego kochanka na tronie.
Tajska szlachta zwabiła oboje poza granice miasta, organizując królewski rejs łodzią w celu obejrzenia nowo odkrytego białego słonia. Po zabiciu uzurpatora, jak również Sudachan i ich nowo narodzonej córki, zaproszono księcia Thianracha do opuszczenia klasztoru i objęcia tronu jako król Maha Chakkraphat (1548–1569).
Podczas gdy Tajowie byli zajęci swoimi problemami wewnętrznymi, król Ang Chan zaatakował. W 1549 roku zajął syjamskie miasto Prachinburi, splądrował je i zniewolił jego mieszkańców. Dopiero wtedy dowiedział się, że sukcesja została rozstrzygnięta, a nowym władcą został Maha Chakkraphat. Ang Chan natychmiast wycofał się do Kambodży, zabierając ze sobą jeńców.
Król Maha Chakkraphat był wściekły z powodu nieprowokowanego ataku, lecz w tym samym czasie Birma również wybrała moment na najazd przez Przełęcz Trzech Pagód. Armia birmańska stanowiła o wiele poważniejsze zagrożenie, zajmując Kanchanaburi i Suphanburi, a następnie stając pod murami samej Ayutthayi.
Tajskiej armii udało się pokonać Birmańczyków, którzy szybko wycofali się przez przełęcz. Myśli Maha Chakkraphata skierowały się następnie w stronę Kambodży. Ang Chan nie tylko zaatakował i splądrował Prachinburi, czyniąc z jego mieszkańców niewolników, lecz także odmówił podarowania Maha Chakkraphatowi białego słonia, o którego ten prosił, odrzucając nawet taki symboliczny wyraz poddaństwa wobec Syjamu.
Maha Chakkraphat rozkazał księciu Ongowi, gubernatorowi Sawankhalok, poprowadzić wyprawę mającą ukarać Ang Chana i uwolnić syjamskich jeńców. Armie spotkały się, a Ang Chan zabił księcia Onga strzałem z muszkietu oddanym z grzbietu słonia. Pozbawiona dowódcy tajska armia uciekła, a Ang Chan rzekomo pojmał ponad 10 000 syjamskich żołnierzy. Aby uczcić swoje wielkie zwycięstwo, król Ang Chan miał nazwać pole bitwy „Siĕm Réab”, co oznacza „całkowitą klęskę Syjamu”.

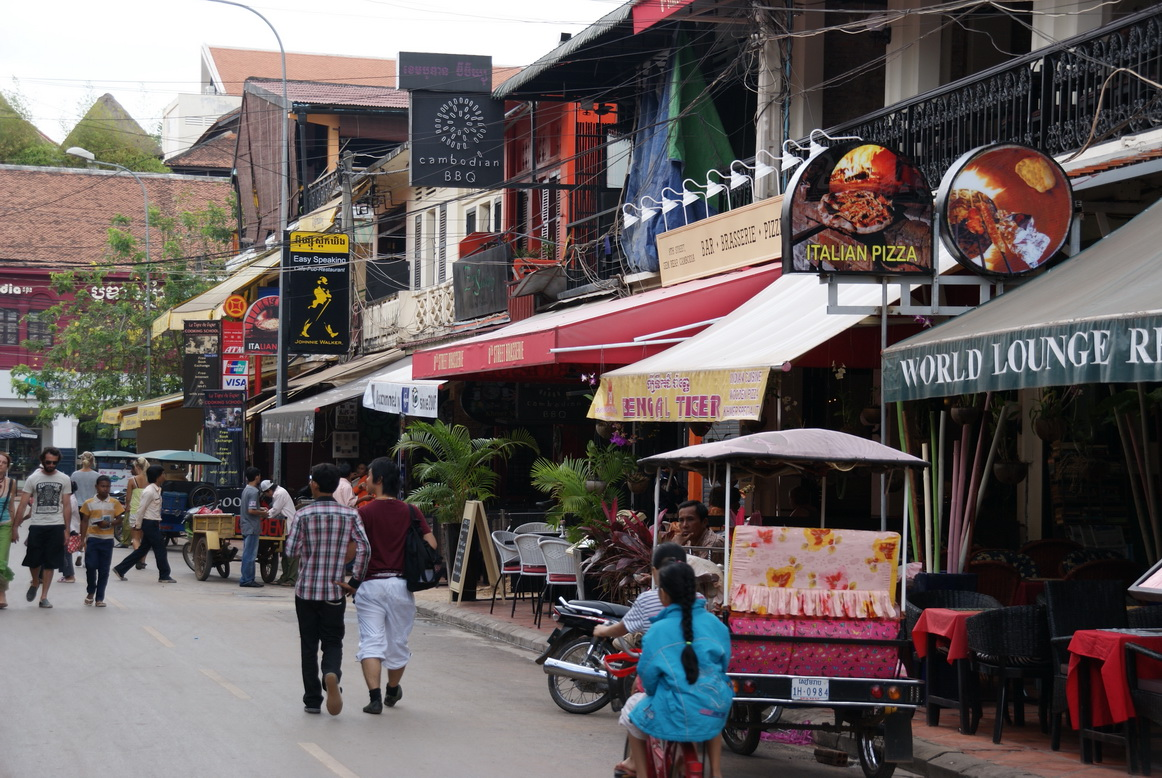
Pub Street, Siĕm Réab

W rzeczywistości zachowane źródła historyczne sprawiają, że taka interpretacja wydaje się mało prawdopodobna, ponieważ upadek Angkoru datuje się na ponad wiek wcześniej, kiedy to ekspedycja wojskowa z Ajutthaji zdobyła i splądrowała Angkor Wat, zapoczątkowując długi okres wasalnej zależności Kambodży. Zdobycie Angkoru w 1431 roku zbiegło się z jego upadkiem, choć przyczyny opuszczenia miasta nie są jasne. Mogły nimi być zmiany środowiskowe i niedostatki khmerskiej infrastruktury.
Od XVI do XIX wieku wewnętrzne konflikty wśród khmerskiej szlachty prowadziły do okresowych interwencji i dominacji ze strony dwóch potężniejszych sąsiadów Kambodży: Wietnamu i Syjamu. Siĕm Réab, wraz z Bătdâmbângiem i Sisŏphŏnem – głównymi miastami północno-zachodniej części Kambodży – znajdował się pod administracją syjamską. Obszar ten, zbiorczo znany jako „Wewnętrzna Kambodża”, pozostawał pod kontrolą Syjamu od 1795 do 1907 roku, kiedy został przekazany Indochinom Francuskim. W XVIII wieku, w czasach panowania Królestwa Ajutthaji, region ten był znany jako Nakhon Siam („miasto Syjamu”).

### Ponowne odkrycie Angkoru

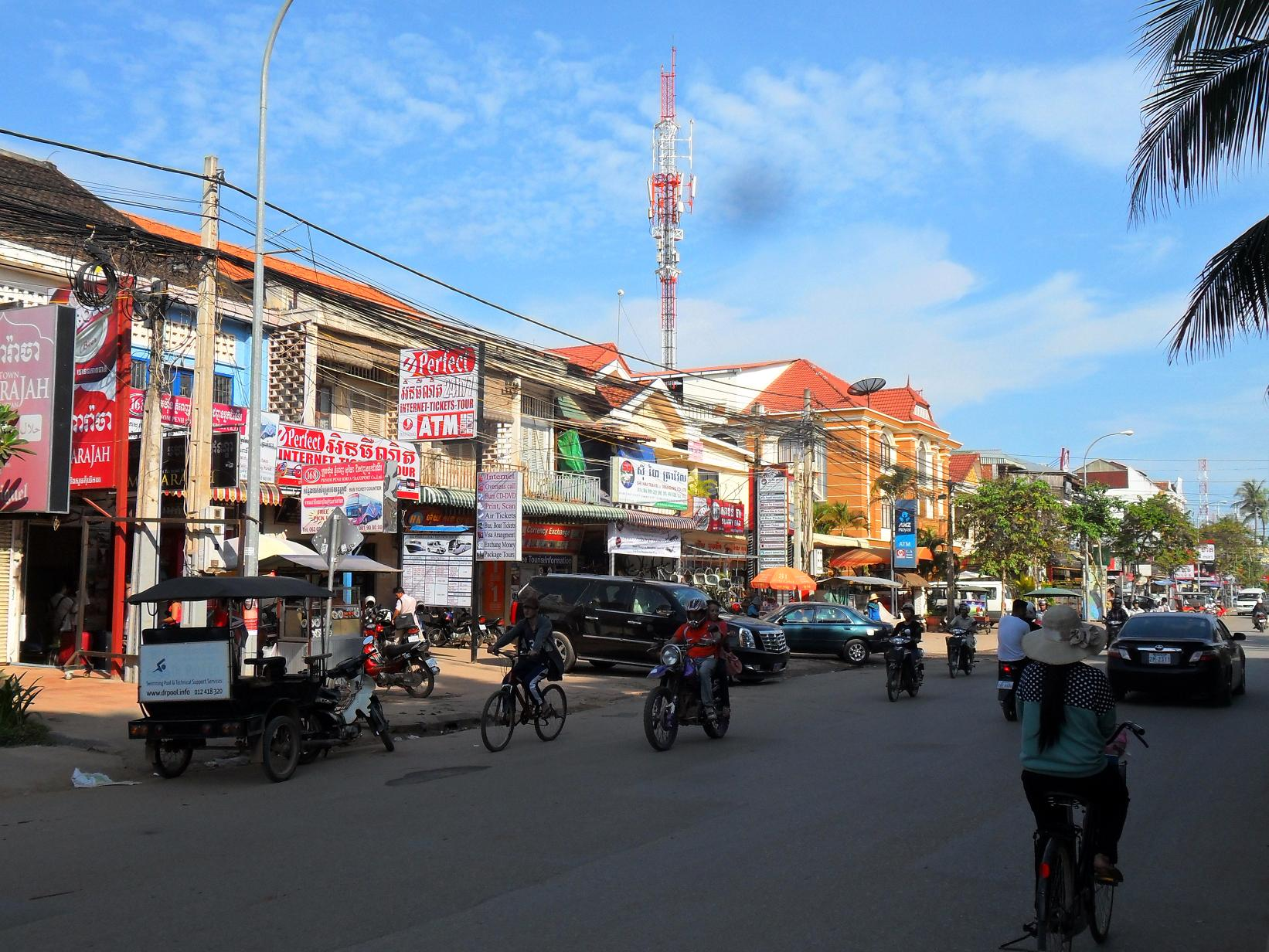
Bulwar Sivutha w centrum Siĕm Réab

Kiedy francuscy odkrywcy, tacy jak Henri Mouhot, w XIX wieku „ponownie odkryli” Angkor, Siĕm Réab był zaledwie wioską. Jednak europejscy podróżnicy odwiedzili ruiny świątyń znacznie wcześniej, w tym António da Madalena w 1586 roku. W 1901 roku École française d'Extrême-Orient (EFEO) („Francuska Szkoła Dalekiego Wschodu”) przejęła odpowiedzialność za oczyszczenie i rekonstrukcję całego kompleksu. W tym samym roku do Angkoru przybyli pierwsi zachodni turyści – w ciągu zaledwie trzech miesięcy około 200 osób. Angkor został „wyrwany” dżungli i włączony do nowoczesnego świata.

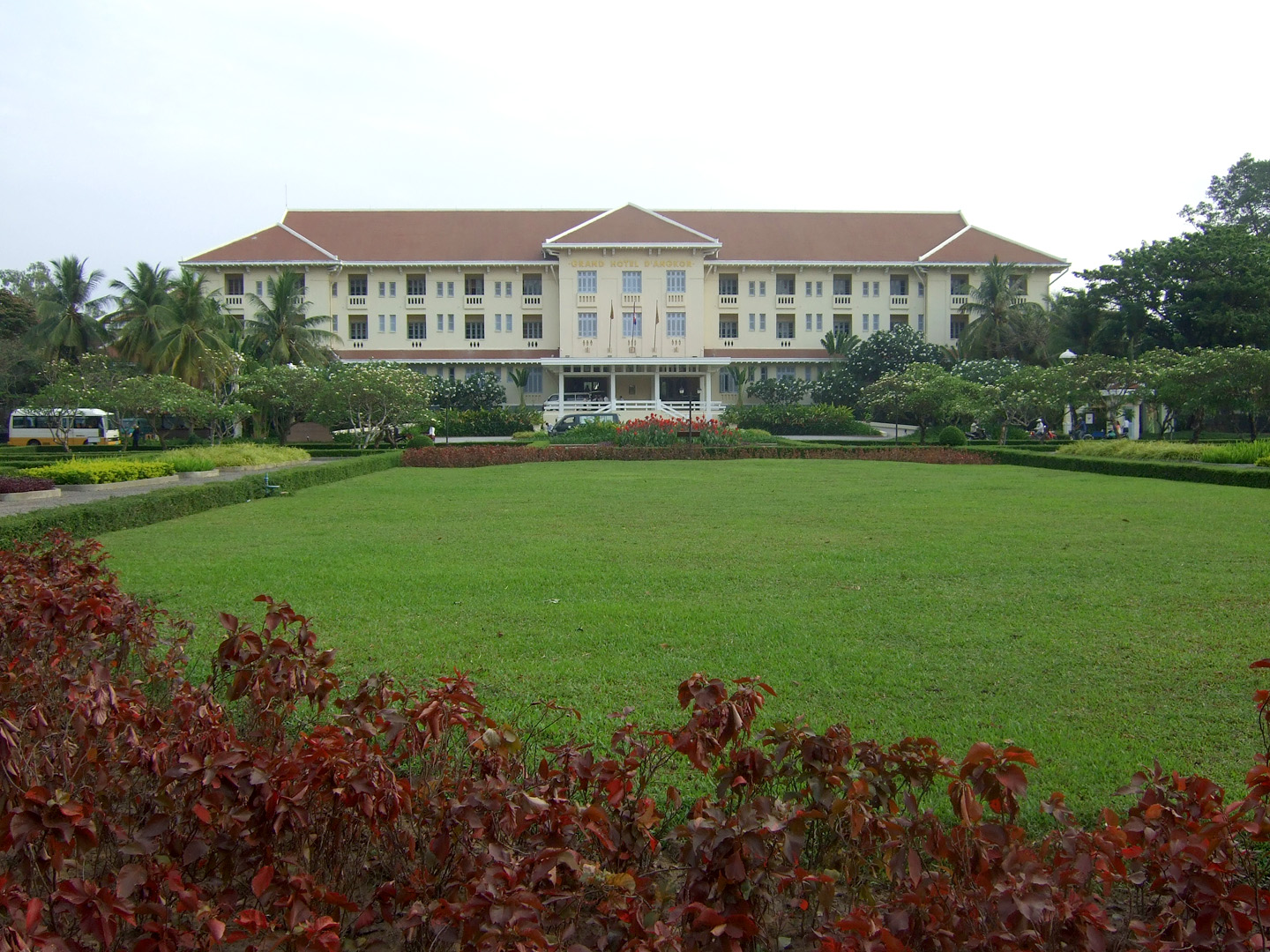
Grand Hotel d'Angkor, wybudowany w połowie lat 20. XX wieku

Po przejęciu Angkoru przez Francuzów w 1907 roku, na mocy traktatu francusko-syjamskiego, Siĕm Réab zaczął się rozwijać. Grand Hotel d'Angkor otworzył podwoje w 1929 roku, a świątynie Angkoru stały się jedną z czołowych atrakcji Azji do końca lat 60. XX wieku, kiedy to wojna domowa odstraszyła turystów. W 1975 roku ludność Siĕm Réab, podobnie jak wszystkich innych kambodżańskich miast, została wypędzona na wieś przez komunistycznych Czerwonych Khmerów.
Najnowsza historia Siĕm Réab jest naznaczona okrucieństwami reżimu Czerwonych Khmerów. Od śmierci Pol Pota w 1998 roku względna stabilizacja i odrodzenie przemysłu turystycznego ożywiły miasto i prowincję.

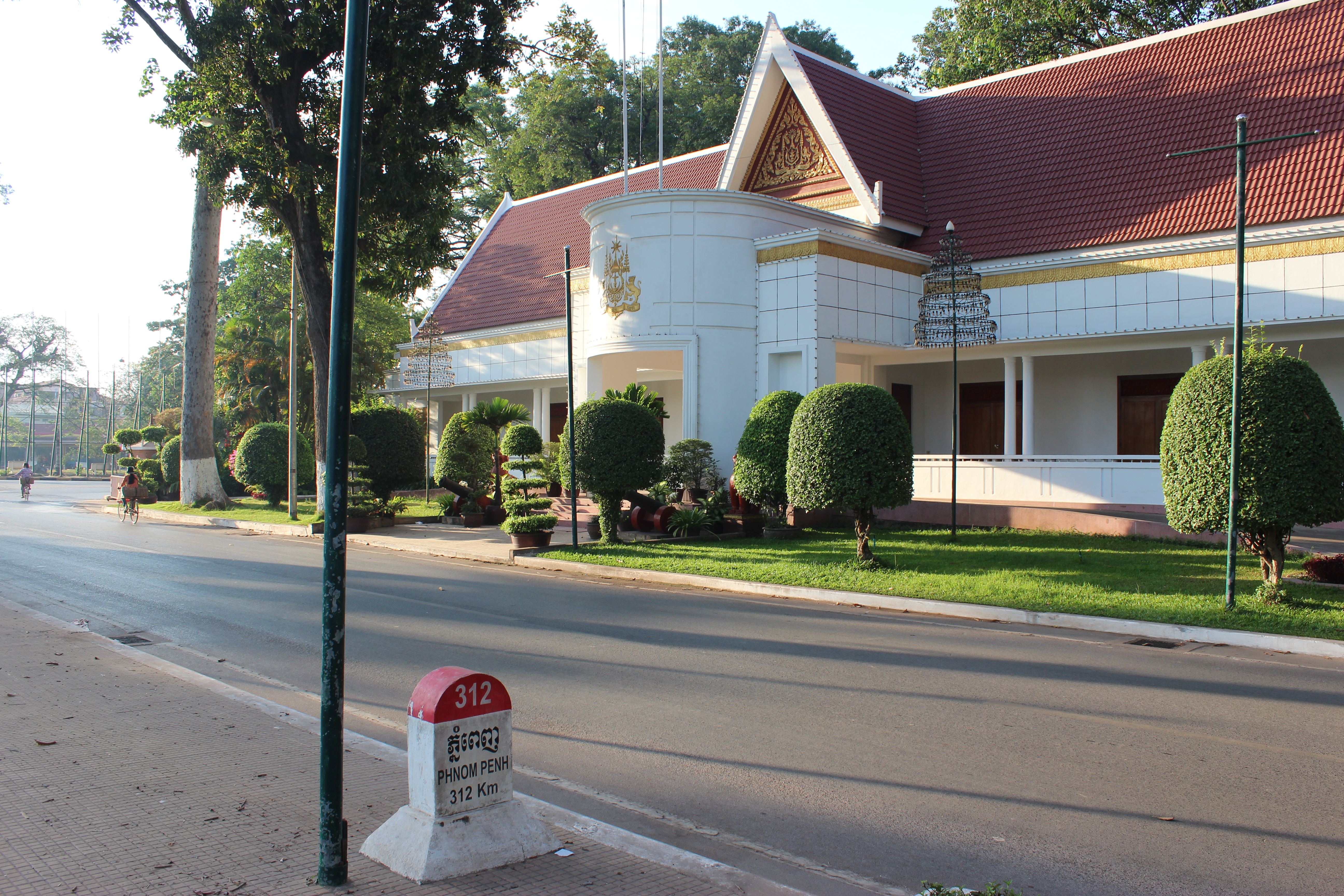
Rezydencja Królewska w Siĕm Réab

Obecnie Siĕm Réab stanowi niewielką „bramę” do wpisanego na listę światowego dziedzictwa Angkoru. W ostatnich latach miasto regularnie zajmuje miejsca w pierwszej dziesiątce list najlepszych kurortów turystycznych, sporządzanych przez takie podmioty, jak TripAdvisor, „Wanderlust Magazine” czy „Travel+Leisure”.

## Gospodarka

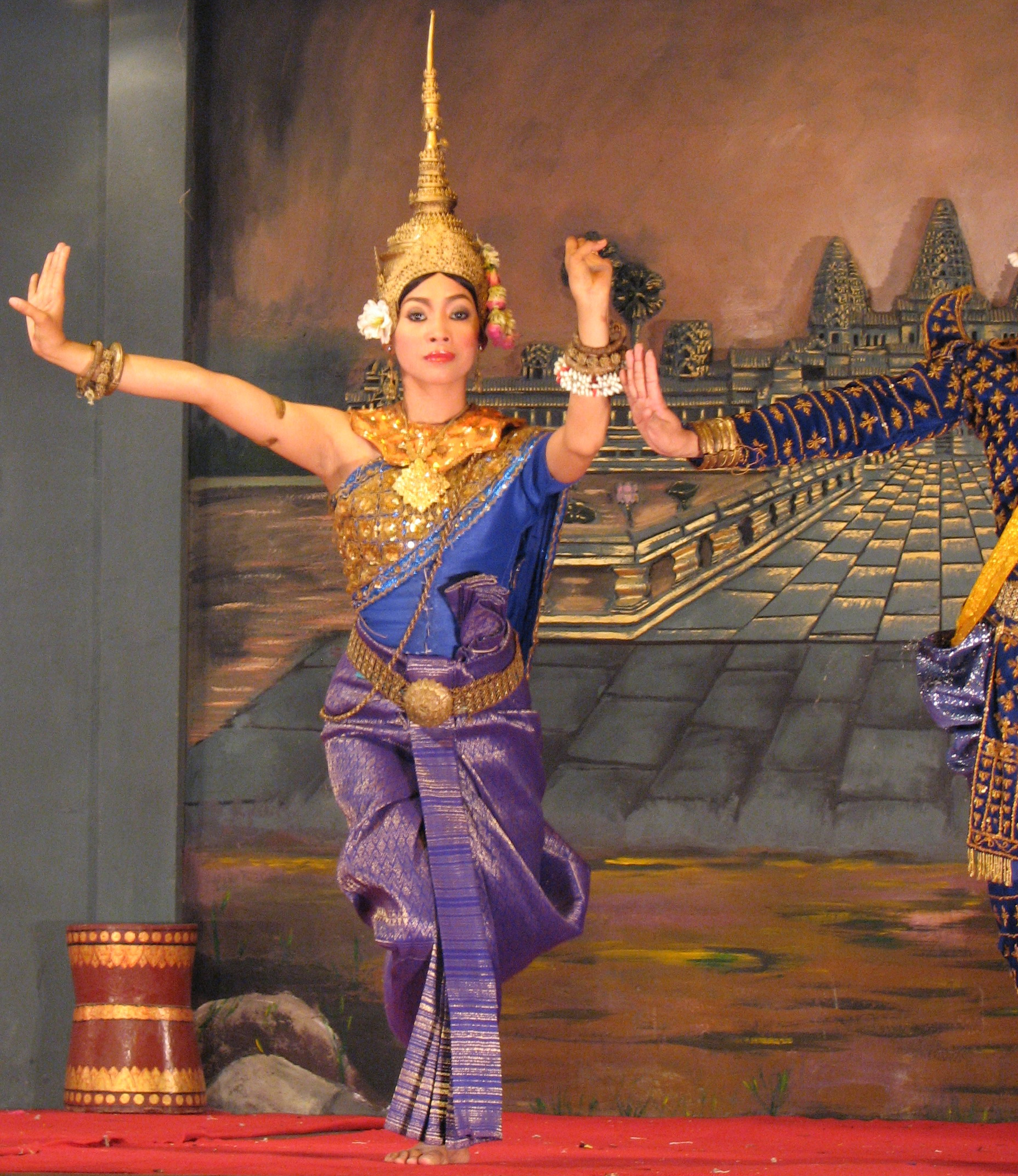
Tancerka występująca dla turystów w restauracji

Turystyka jest bardzo ważnym elementem gospodarki Siĕm Réab: w 2010 roku szacowano, że ponad 50% miejsc pracy w mieście związanych było z branżą turystyczną. Miasto doświadczyło ogromnego wzrostu liczby przyjeżdżających turystów w dekadach po zakończeniu rządów Czerwonych Khmerów, a przedsiębiorstwa skoncentrowane na turystyce rozkwitły dzięki temu boomowi turystycznemu. Liczba odwiedzających była znikoma w połowie lat 90. XX wieku, ale do 2004 roku ponad pół miliona zagranicznych turystów przybyło do prowincji Siĕm Réab, co stanowiło około 50% wszystkich zagranicznych turystów w Kambodży. Do 2012 roku liczba turystów osiągnęła ponad dwa miliony.

## Klimat
Zgodnie z klasyfikacją klimatów Köppena Siĕm Réab ma klimat sawann (Aw). Przez cały rok panują tam wysokie temperatury, a średnie maksymalne wartości nigdy nie spadają poniżej 30 °C w żadnym miesiącu. Siĕm Réab ma stosunkowo długi okres pory deszczowej, która rozpoczyna się w maju i kończy w październiku. Pora sucha obejmuje pozostałe sześć miesięcy. Średnia roczna suma opadów wynosi około 1406 mm.
| Miesiąc                          | Sty  | Lut  | Mar  | Kwi  | Maj   | Cze   | Lip   | Sie   | Wrz   | Paź   | Lis  | Gru  | Roczna |
| -------------------------------- | ---- | ---- | ---- | ---- | ----- | ----- | ----- | ----- | ----- | ----- | ---- | ---- | ------ |
| Średnie temperatury w dzień [°C] | 31.7 | 33.5 | 34.9 | 35.8 | 34.8  | 33.6  | 32.9  | 32.4  | 31.7  | 31.5  | 31.2 | 30.6 | 32,9   |
| Średnie dobowe temperatury [°C]  | 26.0 | 27.8 | 29.5 | 30.5 | 29.9  | 29.2  | 28.9  | 28.8  | 28.1  | 28.0  | 26.9 | 25.6 | 28,3   |
| Średnie temperatury w nocy [°C]  | 20.4 | 22.4 | 24.1 | 25.4 | 25.4  | 25.1  | 24.9  | 25.1  | 24.7  | 24.5  | 22.6 | 20.7 | 23,8   |
| Opady [mm]                       | 3.7  | 4.7  | 29.0 | 57.3 | 149.7 | 214.1 | 192.6 | 208.9 | 287.7 | 199.6 | 51.3 | 7.3  | 1406   |
| Średnia liczba dni deszczowych   | 1.5  | 0.7  | 3.2  | 7.6  | 17.0  | 18.0  | 17.6  | 17.6  | 17.4  | 15.4  | 6.4  | 2.0  | 124,4  |
| Wilgotność [%]                   | 59   | 59   | 58   | 59   | 66    | 70    | 71    | 73    | 75    | 75    | 68   | 64   |        |
| Źródło: 2024-12-11               |      |      |      |      |       |       |       |       |       |       |      |      |        |